# Список чешуекрылых на Островах Питкэрн
Список чешуекрылых на Островах Питкэрн включает в себя 22 вида чешуекрылых (Lepidoptera, дневные и ночные бабочки), обитающих на Островах Питкэрн, к которым относятся острова Хендерсон, Дюси, Оэно, Сэнди и Питкэрн.

## Бабочки

### Nymphalidae
- Hypolimnas bolina otaheitae (Felder, 1862)

## Моли

### Arctiidae
- Utetheisa pulchelloides[англ.] (Hampson, 1907)

### Gelechiidae
- Stoeberhinus testaceus[англ.] (Butler, 1881)

### Geometridae
- Anisodes niveopuncta (Warren, 1897)
- Gymnoscelis concinna[англ.] (Swinhoe, 1902)
- Thalassodes pilaria (Guenée, 1857)

### Noctuidae
- Achaea janata[англ.] (Linnaeus, 1758)
- Anomis flava[англ.] (Fabricius, 1775)
- Anomis sabulifera[англ.] (Guenée, 1852)
- Anticarsia irrorata[англ.] (Fabricius, 1781)
- Chrysodeixis eriosoma[англ.] (Doubleday, 1843)
- Condica conducta[англ.] (Walker, 1857)
- Condica illecta[англ.] (Walker, 1865)
- Spodoptera litura[англ.] (Fabricius, 1775)
- Targalla delatrix[англ.] (Guenée, 1852)
- Tiracola plagiata[англ.] (Walker, 1857)

### Pyralidae
- Endotricha mesenterialis[англ.] (Walker, 1859)

### Sphingidae
- Agrius convolvuli (Linnaeus, 1758)
- Gnathothlibus erotus[англ.] (Cramer, 1777)
- Hippotion hateleyi[англ.] (Holloway, 1990)

### Tineidae
- Виды Erechtias[англ.]
- Виды Opogona[англ.]